# 2022年冬季奥林匹克运动会马来西亚代表团
2022年冬季奥林匹克运动会马来西亚代表团是马来西亚所派出的2022年冬季奥林匹克运动会代表团。这是马来西亚第二次参加冬季奥林匹克运动会。
马来西亚队派出一名男选手和一名女选手参加该届冬奥高山滑雪项目。这是该国首次有女选手参加冬奥。代表团团长是马来西亚奥林匹克理事会助理秘书长陈秀丝。参赛的两名运动员均担任代表团的开幕式旗手。

## 高山滑雪
两名马来西亚高山滑雪运动员傑佛瑞·韋普和阿如温·萨勒胡丁均在国际滑雪联合会规定期限内成功达标，取得奥运参赛资格。
| 运动员          | 项目       | 第一次  | 第一次 | 第二次  | 第二次 | 总计    | 总计 |
| 运动员          | 项目       | 时间    | 排名   | 时间    | 排名   | 时间    | 排名 |
| --------------- | ---------- | ------- | ------ | ------- | ------ | ------- | ---- |
| 傑佛瑞·韋普     | 男子曲道   | DNF     | DNF    | DNF     | DNF    | DNF     | DNF  |
| 阿如温·萨勒胡丁 | 女子大曲道 | 1:06.13 | 46     | 1:06.15 | 38     | 2:12.28 | 38   |
| 阿如温·萨勒胡丁 | 女子曲道   | DNF     | DNF    | DNF     | DNF    | DNF     | DNF  |